# 田村元治
田村 元治（たむら もとはる、1930年〈昭和5年〉4月18日 - ）は、東京都出身の日本の俳優。身長165 cm。体重60 kg。

## 略歴
明治大学卒業。
かつてはエム・スリーに所属していた。

## 人物
特技は剣道。

## 出演

### 映画
- 「その男、凶暴につき」（1989年8月12日） - ホームレス 役
- 「みんな〜やってるか!」（1995年2月11日）
- 「キッズ・リターン」（1996年7月27日） - ラーメン屋の親父 役
- 「パラサイト・イヴ」（1997年2月1日）
- 「HANA-BI」（1998年1月24日） - 刑事課長 役
- 「Dolls」（2002年10月12日） - 街のおじさん 役
- 「ぷりてぃ・ウーマン」（2003年5月10日）
- 「座頭市」（2003年9月6日）

### テレビドラマ

#### NHK
- 「不思議なパック」第1話（1960年4月4日） - ソバ屋 役
- 「ここに人あり」第145話（1960年6月29日）
- こども劇場「邯鄲の夢枕」（1961年4月4日、NHK教育テレビジョン）
- 「ゴーストップ物語」第20話（1963年8月15日）
- 大河ドラマ
  - 「三姉妹」第19話（1967年5月7日） - 薩摩藩士 役
  - 「竜馬がゆく」第21話（1968年5月26日） - 大目付 役
  - 「樅ノ木は残った」
    - 第2話 - 第5話・第9話 （1970年1月11日 - 2月1日・3月1日） - 仲三 役
    - 第13話（1970年3月29日） - 伸三 役

  - 「春の坂道」第43話（1971年10月24日） - 通行の侍 役
  - 「風と雲と虹と」第37話・第38話・第40話・第41話・第48話・第49話（1976年9月12日・9月19日・10月3日・10月10日・11月28日・12月5日） - 民人 役
  - 「花神」第8話（1977年2月20日） - 市蔵 役
  - 「黄金の日日」第32話（1978年8月13日） - 組頭 役
  - 「獅子の時代」（1980年1月6日 - 12月21日） - 農民 役
  - 「おんな太閤記」第16話（1981年4月26日） - 客 役
  - 「峠の群像」第16話（1982年4月25日） - 商人 役
  - 「徳川家康」第1話（1983年1月9日） - 百姓 役
  - 「春の波涛」第14話（1985年4月7日） - 記者 役
  - 「いのち」第37話（1986年9月14日） - 料理店の男 役
  - 「翔ぶが如く」第20話・第21話・第31話・第43話（1990年5月27日・6月3日・8月12日・11月4日） - 作次 役
  - 「元禄繚乱」第20話・第44話・第47話 - 最終話（1999年5月23日・11月7日・11月28日 - 12月12日） - 間喜兵衛 役
  - 「新選組!」第26話（2004年7月4日） - 番頭 役
- 「アイウエオ」第5話・第6話（1967年11月18日・11月25日）
- 「からくり儀右衛門」第2話（1969年4月19日）
- 「東京の山賊」（1970年4月18日）
- 「幻化」（1971年8月7日）
- 「天下御免」第1話（1971年10月8日）
- 「男たちの旅路」第2話（1976年3月6日）
- 銀河テレビ小説
  - 「幻のぶどう園」第1話（1976年8月23日） - ラーメン屋 役
  - 「総務部総務課山口六平太」（1988年7月25日 - 8月12日） - 「松尾」主人 役
- 連続テレビ小説
  - 「マー姉ちゃん」第117話・第119話（1979年8月15日・8月17日） - 店員 役
  - 「おしん」第88話（1983年7月14日） - 梶井 役
  - 「チョッちゃん」第89話（1987年） - 守衛 役 [3]
  - 「君の名は」第31話（1991年5月6日） - 雑誌売り 役
  - 「かりん」第102話（1994年2月4日） - 組合員 役
  - 「すずらん」第101話（1999年7月30日）
  - 「こころ」第63話・第64話（2003年6月11日・6月12日）
  - 「ファイト」第55話（2005年5月30日）
- 「阿修羅のごとく パート2」第1話（1980年1月19日）
- 「風神の門」第2話（1980年4月16日）
- 「ぼくとマリの時間旅行」第3話（1980年8月14日） - 監督 役
- 「男子の本懐」（1981年1月4日）
- 「マリコ」（1981年8月15日）
- 「新・事件 わが歌は花いちもんめ」第1話（1981年9月6日）
- 「立花登 青春手控え」第12話（1982年6月30日）
- 「夕暮れて」第1話（1983年1月16日）
- 「新 夢千代日記」第7話 - 最終話（1984年2月26日 - 3月18日）
- 「白夜」最終話（1984年6月2日）
- 新大型時代劇
  - 「宮本武蔵」第26話（1984年10月17日） - 村の男 役
  - 「真田太平記」第3話（1985年4月17日） - 三輪の父 役
- 「破獄」（1985年4月6日）
- 「ときめき」第8話（1986年10月8日） - （声） 役
- 「今朝の秋」（1987年11月28日） - 中川の客 役
- 「花へんろ 風の昭和日記III」最終話（1988年3月12日）
- 「台所の聖女」（1988年3月19日）
- 「新橋烏森口青春篇」（1988年11月21日 - 12月9日）
- 「晴のちカミナリ」第9話（1989年6月7日）
- 「黄昏の赫いきらめき」（1989年9月15日） - エキストラ仲間 役
- 「大石内蔵助 冬の決戦」（1991年1月1日）
- 「音・静かの海に眠れ」（1991年6月23日）
- 「チロルの挽歌」前編（1992年4月11日）
- 「腕におぼえあり2」第4話（1992年9月25日） - 小牧屋番頭 役
- 「ヒロシマ 原爆投下までの4か月」（1996年8月5日 - 8月8日）
- 「ズッコケ三人組3」第5話（2001年5月5日、NHK教育テレビジョン）
- 「女将になります!」第19話（2003年4月19日）
- 「川、いつか海へ 6つの愛の物語」最終話（2003年12月26日） - 田村 役
- 「柳生十兵衛七番勝負」第2話（2005年4月8日）
- 「ディロン〜運命の犬」第3話（2006年6月17日）
- 「堀部安兵衛」（2007年1月1日）

#### 日本テレビ
- 「加那子という女」第6話（1973年5月14日）
- 「歯止め」（1976年1月5日 - 1月30日）
- 「伝七捕物帳」第120話（1976年10月5日） - 左官屋 役
- 「愛が見えますか」第24話・最終話（1976年10月28日・10月29日）
- 「前略おふくろ様 第2シリーズ」第16話（1977年2月4日） - 駅員 役
- 「新五捕物帳」第6話（1977年11月22日） - 職人 役
- 「私はタフな女」第10話（1981年6月26日）
- 「俺はご先祖さま」第1話（1981年12月6日）
- 火曜サスペンス劇場
  - 「影なき殺意」（1982年6月22日）
  - 「松本清張の交通事故死亡1名」（1982年12月7日）
  - 「娘よ、父は走る!」（1986年1月21日）
  - 「赤い夕日の大地で-家路-」（1987年2月24日）
  - 「故郷 天皇が振り向かれた時」（1989年8月15日）
  - 「小京都ミステリー」第4作（1991年7月30日） - マンションの住人 役
  - 「松本清張スペシャル・影の地帯」（1993年4月27日） - 村民 役
  - 「ラブレター」（1995年5月9日）
  - 「正当防衛」（1995年10月3日）
  - 「追跡」第5作（1999年1月19日）
  - 「警部補 佃次郎」第7作（1999年3月9日） - 包丁店 役
  - 「ふるさとの傷～愛は残酷～」（2000年12月12日）
  - 「取調室」第14作（2001年9月11日） - 下川原健三 役
  - 「みのもんたの人生相談デカ〜おもいッきりTV殺人事件〜」（2002年10月1日）
- 「太陽にほえろ!」
  - 第614話「17才」（1984年9月7日）
  - 第677話「あなたを告訴する!」（1985年12月27日）
- 「瑠璃色ゼネレーション」第6話（1984年10月12日）
- セゾンスペシャル「秋のシナリオ」（1987年11月6日）
- 「恋人も濡れる街角 URBAN LOVE STORY」第7話（1988年8月17日）
- ドラマシティ「愛は仁義」（1992年4月9日）
- 「子供が寝たあとで」第1話（1992年4月18日）
- 「お茶の間」第4話（1993年1月30日）
- 「嵐の中の愛のように」（1993年7月3日 - 9月25日）
- 「大人のキス」第1話（1993年10月23日）
- 「星の金貨」第4話（1995年5月3日）
- 「バーチャルガール」第1話（2000年1月15日）
- 「平成夫婦茶碗」第6話（2000年2月16日）

#### TBS
- 「夜明けの刑事」第51話（1975年12月10日）
- 「岸辺のアルバム」最終話（1977年9月30日）
- 「命もいらず名もいらず〜西郷隆盛伝〜」（1977年10月6日）
- 「青春の門 第二部「自立編」」第16話（1978年3月22日）
- 東芝日曜劇場
  - 「松本清張おんなシリーズ・心の影」（1978年6月4日） - 警官 役
  - 「およめちゃん」第1作（1980年5月25日）
  - 「おそすぎますか?」（1984年10月21日） - 親類達 役
  - 「俺と姉貴」（1987年12月20日）
  - 「毛糸の指輪」（1988年2月21日）[4]
  - 「ふたり」（1988年3月6日）[5]
  - 「息子よ」第4作（1990年1月21日）
  - 「おんなの家」第16作（1993年3月28日）
- 「七人の刑事 第3シーズン」
  - 第10話「ダービー馬を狙え!」（1978年6月30日）
  - 第37話「不思議な国のアリス」（1979年1月26日）
- 「不毛地帯」（1979年4月4日 - 10月31日） - 抑留民主委員リーダー 役
- 「明日の刑事」
  - 第70話「娘はなぜ刑事を襲ったか?」（1979年4月11日）
  - 最終話「刑事課長死す 日の出署よ永遠に」（1979年10月10日）
- 「沿線地図」第9話（1979年6月8日） - 寿司屋の主人 役
- 「北の宿から」（1979年9月3日 - 10月26日）
- 「噂の刑事トミーとマツ」
  - 「噂の刑事トミーとマツ 第1シリーズ」
    - 第58話「七転八倒! トミマツの昇進試験」（1981年2月4日）
    - 第64話「アリ?! トミー人質 マツは医者」（1981年3月18日）

  - 「噂の刑事トミーとマツ 第2シリーズ」第38話（1982年12月1日）
- 「玉ねぎむいたら…」第2話（1981年4月10日） - 警官 役
- 「しづの生涯」（1981年5月4日 - 7月2日）
- 「茜さんのお弁当」最終話（1981年12月30日）
- 「流れる星は生きている」（1982年5月10日 - 7月2日）
- ザ・サスペンス
  - 「惨事・バスガイドの殺意」（1982年9月11日）[6]
  - 「川崎探偵団」（1983年7月23日）
- 「昭和四十六年 大久保清の犯罪」（1983年8月29日）
- 「不良少女とよばれて」（1984年4月17日 - 9月25日）
- 「スクール☆ウォーズ 〜泣き虫先生の7年戦争〜」第6話（1984年11月10日） - 飲食店の客 役
- 「子供が見てるでしょ!」第3話（1985年10月25日） - 店員 役
- 「乳姉妹」第9話（1985年6月11日）
- 水曜ドラマスペシャル
  - 「放浪」（1986年5月28日）
  - 「モモ子シリーズ」第4作（1986年7月2日）
- 「西田敏行の泣いてたまるか」第3話（1986年11月4日）
- 「男女7人秋物語」第1話・第7話（1987年10月9日・11月20日）
- 「橋田壽賀子ドラマ おんなは一生懸命」第20話（1988年2月22日） - 宿の客 役
- 「空と海をこえて」（1989年9月16日）
- ギミア・ぶれいく「メイキングオブ すみだ川堀外物語」（1989年11月28日）
- 月曜ドラマスペシャル → 月曜ミステリー劇場 → 月曜ゴールデン
  - 「お局さまはハイミス管理職」第1作（1989年12月25日）
  - 「姥捨ての街」（1994年8月8日）
  - 「殺意の証明」（1995年6月5日） - 裁判官 役
  - 「空の羊」（1997年1月6日）
  - 「十津川警部シリーズ」
    - 第13作「特急しなの21号殺人事件」（1997年9月29日） - 松山友一郎 役[7]
    - 第14作「海を渡った愛と殺意」（1997年12月29日） - 藤屋質屋店主 役[8]
    - 第23作「終着駅殺人事件」（2001年10月1日） - アパート家主 役

  - 「女子刑務所東三号棟」
    - 第1作（1998年6月29日）
    - 第7作（2008年1月14日） - 静江の義父 役

  - 「税務調査官・窓際太郎の事件簿」第2作（1999年2月15日） - 郷田茂雄 役[9]
  - 「捜し屋★諸星光介が走る!」第1作（2004年5月17日） - 小森雄作 役[10]
  - 「女教師探偵・西園寺リカの殺人ノート」（2008年5月19日） - 老人 役
- ドラマチック22「絶唱 花嫁の亡骸を抱いて、許されぬ恋の名作」（1990年12月22日）
- 「次男次女ひとりっ子物語」第9話（1991年12月12日）
- 「家栽の人」第3話（1993年1月21日）
- 「ボクの就職」第11話（1994年6月19日）
- 「お兄ちゃんの選択」第5話（1994年11月6日）
- 「女の言い分」第8話（1994年12月1日）
- 「ぽっかぽか2」第12話（1995年9月19日） - おもちゃ屋のおじさん 役
- 「渡る世間は鬼ばかり 第3シリーズ」第1話（1996年4月4日） - 幸楽の客 役
- 「いちばん大切なひと」（1997年4月18日 - 6月27日）
- 「青い鳥」第2話（1997年10月17日）
- 「ひとりぼっちの君に」第1話・第2話・第9話（1998年7月2日・7月9日・8月27日）
- 「目撃者 女探偵 VS 嘘つき少年」（1999年4月4日）
- 「魔女の条件」第2話（1999年4月15日）
- 「to Heart 〜恋して死にたい〜」第1話・第2話・第4話・第7話 - 最終話（1999年7月2日・7月9日・7月23日・8月13日 - 9月17日）
- 「ディア・フレンド」（1999年11月29日）
- 「恋の神様」第5話（2000年2月11日）
- 「Friends」第4話（2000年7月28日）
- 「義父のいる風景」（2000年11月27日）
- 「がんばらない」第1作（2001年11月3日）
- 「銭湯の娘!?」第29話（2006年3月9日） - 大森夫妻・夫 役
- 「白夜行」第1話（2006年1月12日）
- 「弁護士のくず」第3話（2006年4月27日）
- 「誰よりもママを愛す」最終話（2006年9月10日）
- 「セーラー服と機関銃」第4話（2006年11月3日）
- 「宗像教授伝奇考」第3作（2007年3月10日）
- 「きらきら研修医」最終話（2007年3月22日）

#### フジテレビ
- 「続・あかんたれ」第121話（1978年8月14日）
- 「白い巨塔」第17話 - 第20話（1978年9月30日 - 10月21日）
- 「北の国から」
  - 「北の国から」第16話（1982年1月29日） - 葬儀の準備をする人 役
  - 「北の国から '87初恋」（1987年3月27日） - 会合の出席者 役
- 「君は海を見たか」第5話（1982年11月12日）
- 「青い瞳の聖ライフ」第21話（1985年3月20日）
- 木曜ドラマストリート「花嫁の父」（1985年12月12日）
- 「君の瞳をタイホする!」第10話（1988年3月7日）
- 「教師びんびん物語」第2話（1988年4月11日）
- 関西テレビ制作・月曜夜10時枠の連続ドラマ
  - 乱歩賞作家サスペンス「魔少女」（1988年6月13日）
  - サスペンス明日の13章「灰色の記念碑」（1993年4月26日）
- 金曜おもしろバラエティ「悲しみがとまらない」（1988年7月1日）
- 第一生命スペシャル「ボクたちの宝島」（1988年9月14日）
- 「君が嘘をついた」最終話（1988年12月19日）
- 「傑作 意地悪ばあさん・抱腹絶倒!意地悪ギャグ決定版」（1989年1月5日）
- 「あなたが欲しい」第1話（1989年1月19日）
- 「フローズンナイト〜凍てつく真夏の夜〜」（1989年8月12日）
- 「夏の嵐」第52話（1989年9月12日）
- 「世界で一番君が好き! You are my favorite in the world」第7話・第9話・最終話（1990年2月26日・3月12日・3月26日）
- 男と女のミステリー → 金曜ドラマシアター → 金曜エンタテイメント
  - 「陰獣」（1990年7月27日）
  - 「女と男が愛する時」（1990年10月19日）
  - 「恐怖の二十四時間」（1991年9月6日） - 村田幾雄 役
  - 「安川刑事シリーズ」第2作（1991年11月15日）
  - 「片岡鶴太郎の金田一耕助シリーズ」
    - 第3作「本陣殺人事件」（1992年10月2日）
    - 第6作「八つ墓村」（1995年10月13日）

  - 「平成!! 女の事件簿」（1993年8月27日）
  - 「鍵師」第3作（1995年8月4日） - 蕎麦屋店主 役
  - 「スチュワーデス刑事」
    - 第1作「フランス〜東京〜九州2万キロ・世にもオシャレな殺人紀行」（1997年1月10日）
    - 第2作「イタリア〜高知1万キロ・華麗なるファッション界の殺人トリック」（1998年1月9日）
    - 第3作「東京〜ドイツ1万キロ・ロマンチック街道殺人事件」（1999年1月8日）
    - 第5作「東京〜ホノルル〜ハワイ島・楽園の花は甘く危険な香り」（2001年1月5日）

  - 「信濃のコロンボ」第2作（1999年3月19日） - 武田喜助 役[11]
  - 「父娘探偵・金造＆ミチル ホストクラブ殺人事件」（2002年7月5日） - 敏八 役
  - 「実録 福田和子」（2002年8月2日）
- 世にも奇妙な物語
  - 「復讐クラブ」（1991年1月3日）
  - 「盗聴レシーバーの怪」（1991年1月10日）
  - 「運命の赤い糸」（1991年2月21日）
  - 「夢を買う男」（1991年4月4日）
  - 「女優」（1991年5月9日）
  - 「19XX」（1991年8月8日）
  - 「最後の喫煙者」（1995年1月4日）
  - 「そして、くりかえす」（1998年4月8日）
- 「101回目のプロポーズ」第8話（1991年8月19日）
- 「あなただけ見えない」第4話（1992年2月3日）
- 「君のためにできること」第4話（1992年7月27日）
- 「振り返れば奴がいる」第7話・第9話（1993年2月24日・3月10日）
- 「白鳥麗子でございます! 第2シリーズ」第4話（1993年11月4日）
- 「この世の果て」第1話（1994年1月10日）
- 「ミセスシンデレラ」第1話（1997年4月17日）
- 「立入禁止! STAFF ONLY」第5話（1997年11月10日）
- 「町」（1997年11月28日）
- 「踊る大捜査線 歳末特別警戒スペシャル」（1997年12月30日）
- 「ドンウォリー!」第2話（1998年4月21日）
- 「板橋マダムス」第9話（1998年12月9日）
- 「リング〜最終章〜」第4話・最終話（1999年1月28日・3月25日） - 浅川の父 役
- 「こいまち」第5話（1999年2月9日）
- 「ナースのお仕事3」第5話（2000年5月9日）
- 「HERO 第1期」第2話（2001年1月15日）
- 「私を旅館に連れてって」第8話（2001年5月30日）
- 「水曜日の情事」第2話（2001年10月17日）
- 「チーム・バチスタの栄光」第5話・第6話（2008年11月11日・11月18日） - 蔵田勇吉 役[12]

#### テレビ朝日
- 「特別機動捜査隊」
  - 第290話「美しくなりたい」（1967年5月17日）
  - 第593話「魔性の女」（1973年3月14日） - 田沼 役
  - 第757話「霊柩車を撃て!」（1976年5月19日） - 刑事 役
  - 第773話「ゆり子と言う女」（1976年9月15日） - 医者 役
- 「鬼平犯科帳 第2シリーズ」第4話・第5話（1971年10月28日・11月4日）
- 「特捜最前線」
  - 第16話「悲曲・断崖の女」（1977年7月20日）
  - 第478話「浅草偽装心中・姉を殺した女スリ!?」（1986年8月7日）
- 「ザ・ハングマン」
  - 「ザ・ハングマン」
    - 第21話「替え玉合格の悪ガキは十三階段へ」（1981年4月10日）
    - 第28話「強盗を飼う警部」（1981年5月29日）

  - 「ザ・ハングマンII」
    - 第1話「処刑人復活 裏で吊して表にさらせ」（1982年6月4日）
    - 第9話「仮病の悪、大手術いびり出し作戦」（1982年7月30日）

  - 「ザ・ハングマン4」第21話（1985年2月22日）
- 「新・海峡物語」第10話（1981年12月17日）
- 「女捜査官」
  - 「新・女捜査官」第14話（1983年7月15日）
  - 「女ふたり捜査官」第17話（1987年1月23日）
- 「私鉄沿線97分署」第86話（1986年8月17日）
- 「半熟ウィドゥ! 未亡人は18才」（1987年10月6日）
- 「はぐれ刑事純情派」
  - 「はぐれ刑事純情派 第1シリーズ」第20話（1988年8月17日）
  - 「はぐれ刑事純情派 第2シリーズ」第13話（1989年6月28日） - 管理人 役
- 「ビートたけしの浅草キッド・青春奮闘編」第1話（1988年7月21日）
- 火曜スーパーワイド → 火曜ミステリー劇場
  - 「お引っ越し 皆で運べば恐くない」第2作（1990年1月23日）
  - 「伊豆天城越え殺人山脈」（1991年1月29日）
- 土曜ワイド劇場
  - 「悪女の季節」（1990年12月15日）
  - 「出しゃばり看板娘の推理」（1991年8月3日）
  - 「探偵・神津恭介の殺人推理」第11作（1992年9月5日）
  - 「女外科医・疑惑のメス」（1995年5月6日）
  - 「作家 小日向鋭介の推理日記」第1作（1997年8月23日） - 水木耕三 役
  - 「おとり捜査官・北見志穂」第8作（2004年12月4日） - 星野 役
- 「和宮様御留」（1991年1月1日）
- 「七人の女弁護士」
  - 「七人の女弁護士 第1シリーズ」最終話（1991年3月28日）
  - 「七人の女弁護士 第2シリーズ」第3話（1991年11月7日）
- 「芸者小春の華麗な冒険」第9話（1991年6月6日）
- 「ララバイ刑事'91」第7話（1991年12月8日）
- 「危険な恋・ビオラの女」第2話・最終話（1993年7月20日・8月3日）
- 「味いちもんめ 第1シリーズ」第1話（1995年1月12日）
- 「はみだし刑事情熱系 PART1」第11話（1997年1月8日）
- 「ガラスの仮面 第2シリーズ」第3話・第4話・第6話 - 第8話（1998年4月27日・5月4日・5月18日 - 6月1日）
- 「恋の奇跡」第7話（1999年5月27日）
- 「月下の棋士」第7話（2000年2月28日）
- 「エラいところに嫁いでしまった!」第1話・第2話（2007年1月11日・1月18日）
- 「特命係長 只野仁」スペシャル 第4作（2008年2月2日）

#### テレビ東京
- たのしい劇場「ささやかな願い」（1966年2月14日）
- 「大江戸捜査網 第3シリーズ」
  - 第474話「毒花一輪 獲物を狙う赤い唇」（1983年1月15日）
  - 第500話「絶唱! 涙に濡れた女郎花」（1983年7月16日）
- 「女無宿人 半身のお紺」第9話（1991年3月3日）
- 「お助け同心が行く!」第1話・最終話（1993年4月9日・6月25日）
- 「黄落」（1997年5月1日）
- 「人情馬鹿物語」（1998年1月1日）
- 女と愛とミステリー → 水曜ミステリー9
  - 「死刑台のロープウェイ」（2001年7月15日）
  - 「私はやってない!痴漢えん罪殺人連鎖」（2002年6月19日） - 乗客 役
  - 「誘拐者の声音」（2003年8月13日）
  - 「湖に佇つ人 鬼の棲む老舗旅館」（2009年1月28日） - 常連客 役

### 特撮
- 「透明ドリちゃん」第8話（1978年2月25日、テレビ朝日） - 研究員 役

### その他
- 「できたできた」（NHK教育テレビジョン） - 大工さん 役
- 「良太の村」（1964年4月7日 - 1965年3月16日、NHK教育テレビジョン）
- 「日本の戦後」（NHK）
  - 第5回「一歩退却二歩前進 二・一ゼネスト前夜」（1977年8月23日）
  - 第7回「退陣の朝 革新内閣の九ヶ月」（1977年11月24日）
- 「はばたけ6年 埼玉県岩槻市編」（1993年4月6日 - 1995年3月16日、NHK教育テレビジョン）
- 「さわやか3組」（NHK教育テレビジョン）
  - 「さわやか3組 神奈川県小田原市編」（1997年4月9日 - 1998年3月12日）
  - 「さわやか3組 千葉県銚子市編」第4話・第19話（2002年5月29日・2月26日）
- 「虹色定期便 静岡県焼津市編」（2001年4月11日 - 2002年3月15日、NHK教育テレビジョン） - 河合聡 役
- 「時々迷々」第32回（2010年10月27日、NHK教育テレビジョン）

### CM
- 森永製菓「プチ・モンブラン」（2001年）